# Dominique-Charles Planchet
Dominique-Charles Planchet   (Castanet Tolosan, 25 de desembre de 1857 - Versalles, 19 de juliol de 1946), fou un compositor francès.
Estudià en l'escola Niedermeyer de París, i fou successivament mestre de capella de la catedral de Versalles i de la Santa Trinitat de París.
És autor d'una sonata per a violí, un trio per a piano i instruments de corda, Le Grand Ferré, per a cor, solistes i orquestra; el poema simfònic Breiz i diverses melodies.